# Великі Бережки (Калінінградська область)
Великі Бережки (рос. Большие Бережки) — селище Славського району, Калінінградської області Росії. Входить до складу Тимірязевського сільського поселення.
Населення —  153 особи (2015 рік). 

## Населення
| 2002 | 2010 |
| ---- | ---- |
| 163  | ↘153 |